# Chitinoidellidae
Famille
Les Chitinoidellidae sont une famille fossile de Ciliés de la classe des Cyrtophoria et de l’ordre des Cyrtophorida.

## Étymologie
Le nom de la famille vient du genre type Chitinoidella, dérivé du préfixe chitin‑ (du grec ancien χιτιν / chitin, « vêtement, tunique ; tout ce qui enveloppe, par ex. coquille de mollusque »), du suffixe grec ‑oid‑, « à l'aspect de », et du suffixe latin ‑ella, petite, littéralement « à l'aspect d'une petite coquille », en référence à la loge ou lorica, que cet organisme fabrique, qui est la trace le plus souvent retrouvée dans les sédiments (les parties molles, très rarement fossilisées, ayant disparu). 

## Description
Les chitinoïdes ou calpionelles à lorique microgranulaire constituent un groupe fossile microplanctonique appartenant à la période géologique du Jurassique et l’étage Tithonien.

## Distribution
Les espèces de cette famille ont été souvent récoltées dans les dépôts pélagiques d’un océan disparu que les géologues ont appelé Téthys : en Iran, au Mexique, dans le sud-ouest du Pacifique et à l'ouest de l'Argentine dans la Province de Neuquén.

## Systématique
La famille des Chitinoidellidae a été créée en 1975 par le biologiste mexicain Mario Trejo H. (d).
Le groupe de Chitinoidellidae s’est longtemps résumé au seul genre Chitinoidella de la famille des Calpionellidae. En 1975, Trejo a détaché ce groupe de cette famille pour créer celle des Chitinoidellidae, avec ce seul genre Chitinoidella, lequel a ensuite été classé en deux groupes par d’autres auteurs, dont Borza en 1969, en fonction de leur taille de lorica et de leur étendue stratigraphique :
- Le premier, dit « Borza », restreint à la période du début du Tithonien, comprend des genres à lorica de petite taille, avec l'espèce type Chitinoidella dobeni Borza, 1966 ;
- Le deuxième groupe, dit « Doben », limité à la période du Tithonien tardif, comprend des genres à lorica de plus grande taille, avec notamment l'espèce Chitinoidella boneti Doben, 1963.

Chacun des deux groupes aussi appelés dobeni et boneti sont d'excellents fossiles stratigraphiques permettant d'indiquer avec précision l'intervalle limite entre les strates du Tithonien inférieur et supérieur. 
Pop, dans les années 1990, étudiant les chitinoïdes de Roumanie, créa plusieurs nouveaux genres et espèces. Benzaggagh, en 2021, fit une nouvelle révision, divisant les Chitinoidellidae en deux sous-familles : 
- celle des Dobeninae, contenant les organismes de petite taille, avec les genres Borziella, Carpathella, Daciella, Dobenilla, Popiella ;
- celle des Bonetinae, contenant des organismes de plus grande taille, avec les genres Bermudeziella, Bonetilla, Furrazolaia[1].

Benzaggagh en 2021 a fait une étude exhaustive de certains genres de cette famille à savoir : Borziella, Carpathella, Chitinoidella, Daciella, Dobeniella, Longicollaria et Popiella ; la figure 1 (page 31) offre en particulier une coupe schématique longitudinale comparative de la lorica des diverses espèces révisées.

## Le genreChitinoidellacomme repère géologique
Dans une étude de 2020, William Wimbledon et al. utilisent le genre type Chitinoidella, associé notamment avec le genre Crassicollaria (famille des Calpionellidae) et l’algue calcaire fossile Nannoconus, pour proposer l’établissement d’un repère géologique dit « Point stratotypique mondial » ou GSSP (Global Boundary Stratotype Section and Point), aussi appelé « clou d'or ».

## Liste des genres
Selon GBIF (9 décembre 2022) :
- †Almajella Pop, 1998 : genre invalide selon Benzaggagh[1]
- †Borziella Pop, 1997
- †Carpathella Pop, 1998
- †Chitinoidella Doben, 1962 - genre type
- †Cubanites Aescht, 2001
- †Cylindriconella Aescht, 2001
- †Daciella Pop, 1998
- †Deflandronella Trejo, 1975
- †Dobeniella Pop, 1997
- †Longicollaria Pop, 1997
- †Popiella Reháková, 2002
- †Praecolomiella Borza, 1979
- †Praetintinnopsella Borza, 1969